# Stéphane Fontaine
Stéphane Fontaine (...) è un direttore della fotografia francese.

## Biografia
Ha vinto due volte il Premio César per la migliore fotografia, nel 2006 con Tutti i battiti del mio cuore e nel 2010 con Il profeta, entrambi diretti da Jacques Audiard. Per il secondo è stato anche candidato all'European Film Award per la miglior fotografia.

## Filmografia
- Comment je me suis disputé... (ma vie sexuelle), regia di Arnaud Desplechin (1996)
- Bronx-Barbès, regia di Eliane de Latour (2000)
- La vie nouvelle, regia di Philippe Grandrieux (2002)
- I segreti degli uomini (En jouant "Dans la compagnie des hommes"), regia di Arnaud Desplechin (2003)
- Così fan tutti (Comme une image), regia di Agnès Jaoui (2004)
- Tutti i battiti del mio cuore (De battre mon cœur s'est arrêté), regia di Jacques Audiard (2005)
- Quello che gli uomini non dicono (Selon Charlie), regia di Nicole Garcia (2006)
- Je m'appelle Elisabeth, regia di Jean-Pierre Améris (2006)
- Parla con me (Talk to Me), regia di Kasi Lemmons (2007)
- Disastro a Hollywood (What Just Happened?), regia di Barry Levinson (2008)
- Espion(s), regia di Nicolas Saada (2009)
- Il profeta (Un prophète), regia di Jacques Audiard (2009)
- L'autre Dumas, regia di Safy Nebbou (2010)
- The Next Three Days, regia di Paul Haggis (2010)
- Un amore di gioventù (Un amour de jeunesse) , regia di Mia Hansen-Løve (2011)
- Un sapore di ruggine e ossa (De rouille et d'os), regia di Jacques Audiard (2012)
- Jimmy P. (Jimmy P. (Psychotherapy of a Plains Indian)), regia di Arnaud Desplechin (2013)
- Samba, regia di Olivier Nakache e Éric Toledano (2014)
- Captain Fantastic, regia di Matt Ross (2016)
- Elle, regia di Paul Verhoeven (2016)
- Jackie, regia di Pablo Larraín (2016)
- The Kill Team, regia di Dan Krauss (2019)
- Ammonite - Sopra un'onda del mare (Ammonite), regia di Francis Lee (2020)
- Riabbracciare Parigi (Revoir Paris), regia di Alice Winocour (2022)
- Conclave, regia di Edward Berger (2024)